# 秋田駒岳
秋田駒岳（日语：秋田駒ヶ岳）是日本一座橫跨岩手縣和秋田縣的活火山。標高1,637公尺。日本二百名山之一。

## 外部連結
- 秋田駒ヶ岳 （页面存档备份，存于） - 気象庁（日語）